# Sphacelotheca reiliana
Sphacelotheca reiliana (J.G. Kühn) G.P. Clinton – gatunek grzybów z klasy Microbotryomycetes. Pasożyt kukurydzy i sorga, wywołujący u nich chorobę o nazwie głownia pyląca kukurydzy.

## Systematyka i nazewnictwo
Pozycja w klasyfikacji według Index Fungorum: Sphacelotheca, Microbotryaceae, Microbotryales, incertae sedis, Microbotryomycetes, Pucciniomycotina, Basidiomycota, Fungi.
Po raz pierwszy takson ten zdiagnozował w 1875 r. Julius Kühn nadając mu nazwę Ustilago reiliana. Obecną, uznaną przez Index Fungorum nazwę nadał mu w 1902 r. George Perkins Clinton, przenosząc go do rodzaju Sphacelotheca.
Niektóre synonimy nazwy naukowej:

- Cintractia reiliana (J.G. Kühn) Clinton 1900
- Sorosporium holci-sorghi (Rivolta) Moesz, 1950
- Sorosporium reilianum (J.G. Kühn) McAlpine 1910
- Sphacelotheca holci-sorghi Cif. 1938
- Sphacelotheca reiliana (J.G. Kühn) G.P. Clinton 1902 var. reiliana
- Sphacelotheca reiliana var. zeae (Pass.) Al-Sohaily, Mankin & Semeniuk 1963
- Sporisorium holci-sorghi (Rivolta) Vánky 1985
- Sporisorium reilianum (J.G. Kühn) Langdon & Full. 1978
- Ustilago holci-sorghi Rivolta
- Ustilago reiliana J.G. Kühn 1875

## Rozwój
Na wiechach i kolbach zaatakowanych roślin pojawiają się telia wypełnione brunatnoczarnymi teliosporami. Porażone mogą być całe wiechy i kolby, lub tylko ich części. Kuliste teliospory mają średnicę 9–12 μm. Zimują w ziemi, lub w ziarniakach pozostawionych na polu jako resztki pożniwne, a także tych przeznaczonych do siewu. Po przejściu okresu spoczynku kiełkują i tworzą 4-komórkowe podstawki. W każdej z 4 komórek podstawki powstaje sporydium o haploidalnej liczbie chromosomów. Gdy spotkają się dwa różne płciowo sporydia zachodzi między nimi plazmogamia. W jej wyniku powstaje dwujądrowa komórka wytwarzająca również dwujądrową strzępkę infekcyjną, która wrasta do kiełka siewki kukurydzy lub sorga i dalej rozrasta się w zainfekowanej roślinie wytwarzając teliospory.